# Evangelisch-lutherisches Missionswerk in Niedersachsen
Das Evangelisch-lutherische Missionswerk in Niedersachsen (ELM) ist ein deutsches Missionswerk mit dem Sitz in Hermannsburg in der Lüneburger Heide.

## Leitbild des Ev.-luth. Missionswerkes in Niedersachsen (ELM)
„Unsere missionarische Verantwortung ist die ganzheitliche Verkündigung des Evangeliums in Wort und Tat, durch Menschen und Projekte, in den jeweiligen Kontexten unserer Partner- und Trägerkirchen.“(Jahresbericht 2006/2007, S. 5)

## Geschichte
Am 12. Oktober 1849 begann der Hermannsburger Pastor Ludwig Harms mit der Ausbildung der ersten Missionare. Darum gilt dieser Tag als Beginn der Hermannsburger Mission. Ab 2012 wurden an der Fachhochschule für Interkulturelle Theologie Hermannsburg, Nachfolgeinstitut des Missionsseminars Hermannsburg, junge Menschen für einen Dienst in der weltweiten Kirche ausgebildet. 2021 wurde beschlossen, die Fachhochschule nach mit einer Übergangsfrist von vier Jahren zu schließen.
Am 25. Mai 1977 wurde das ELM aus dem freien Werk, der Missionsanstalt Hermannsburg – auch bekannt unter Hermannsburger Mission – als gemeinsame Einrichtung der evangelisch-lutherischen Landeskirchen Hannovers, Braunschweigs und Schaumburg-Lippes aus dem Zusammenschluss der „Missionsanstalt Hermannsburg“ und der Hildesheimer Zentrale der „Evangelisch-lutherischen Mission (Leipziger Mission) zu Erlangen“ gegründet. Enge Zusammenarbeit gibt es in Deutschland mit der hessischen Landeskirche EKKW, der Protestantischen Kirche Augsburgischen Bekenntnisses von Elsass und Lothringen und über 20 Missionsvereinen und Freundeskreisen.
Die Rechtsform einer Stiftung privaten Rechts blieb erhalten. Sitz des Ev.-luth. Missionswerkes in Niedersachsen (ELM) ist Hermannsburg. Eine Außenstelle in Hildesheim wurde am 30. Juni 2006 geschlossen. Ende 2013 wurde ein Büro für Internationale kirchliche Zusammenarbeit BikZ in Hannover eingerichtet. Durch das Büro dort sind die Wege für viele Kontakte einfacher geworden und gibt es eine gute Vernetzung zu anderen NGO´s.
Nach dem Fall der Berliner Mauer löste sich 1992 der Verein der „Leipziger Mission“ auf und das Evangelisch-Lutherische Missionswerk Leipzig mit Sitz in Leipzig wurde gegründet. Schwerpunkt der Arbeit ist Indien. Das ELM führt jedoch seine eigene Indienarbeit als selbständiger Partner neben der „Leipziger Mission“ weiter.

## Das ELM heute

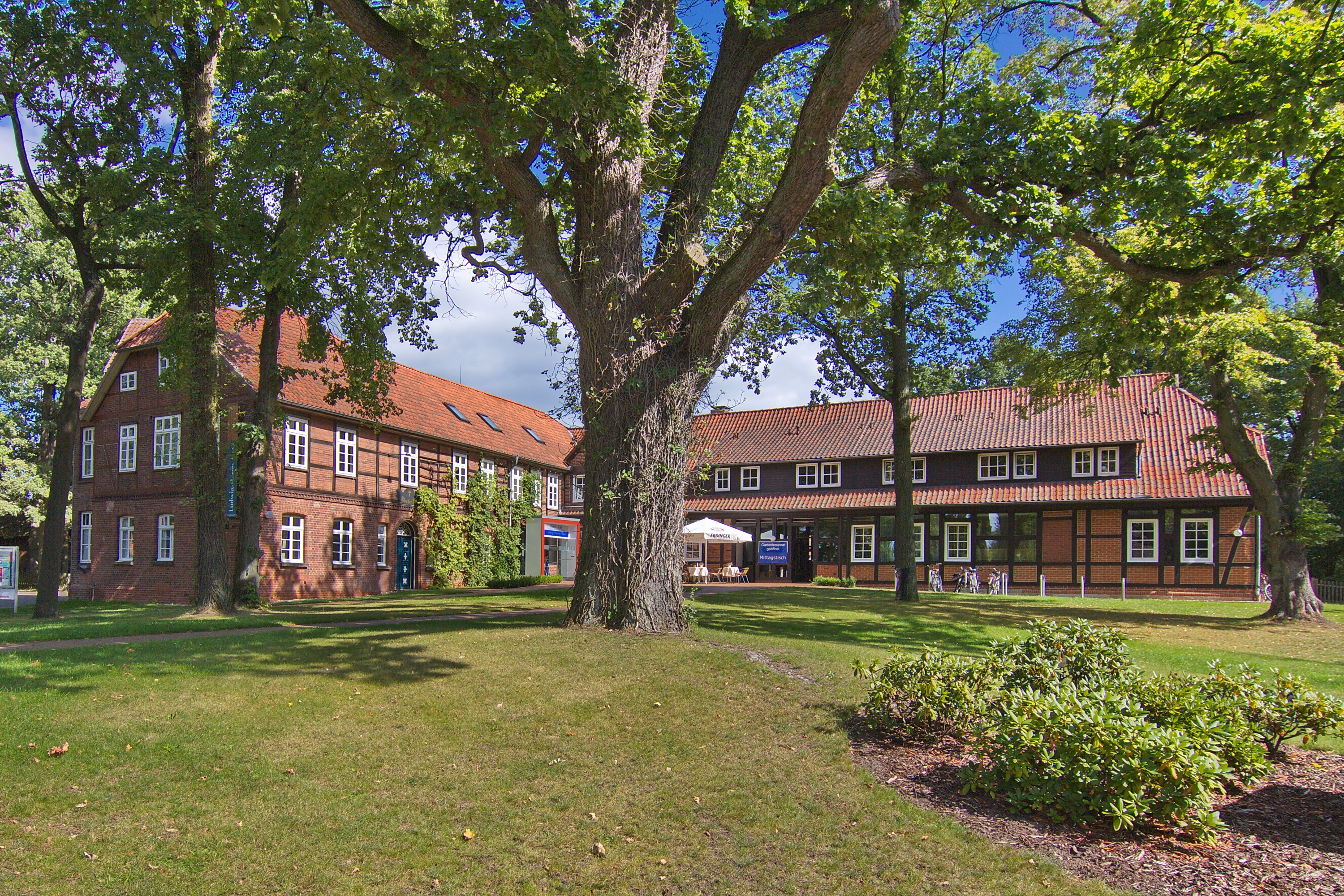
Ludwig-Harms-Haus Hermannsburg, ehemals das Alte Missionshaus

Das Evangelisch-lutherische Missionswerk in Niedersachsen ist heute ein weltweit tätiges Missionswerk, das Personal in lutherische Kirchen in Afrika, Asien und Lateinamerika entsendet und Gemeinden sowie Projekte dort finanziell unterstützt.
Das Ev.-luth. Missionswerk in Niedersachsen ist Teil eines großen Netzwerkes, das im partnerschaftlichen Verbund mit 19 evangelischen Kirchen in 15 Ländern auf vier Kontinenten  zusammenarbeitet. Schwerpunkte der Arbeit liegen in Äthiopien, dem südlichen Afrika (Südafrika, Botswana, Malawi, Eswatini), Lateinamerika (Brasilien, Peru), Indien und dem außereuropäischen Russland.
Neben Theologen wurden medizinisches Fachpersonal, Lehrer, Handwerker, Agrar- und Verwaltungsfachleute ins Ausland entsandt. Entsendungen finden heute selten statt und die Aufgaben werden in der Regel durch die Zusammenarbeit mit und ggf. Finanzierung von lokalem Personal erledigt. Außerdem bietet ein Freiwilligenprogramm jungen Menschen jährlich die Chance, in einer Partnerkirche mitzuarbeiten und so in einer fremden Kultur zu begegnen. Das ELM ist anerkannte Entsendeorganisation im Rahmen des Freiwilligendienstes des Bundesministeriums für wirtschaftliche Zusammenarbeit und Entwicklung weltwärts. Inzwischen wurde die Nord - Süd Entsendungen der Freiwilligen durch ein Süd-Nord-Programm ergänzt, zu dem Jugendliche aus dem globalen Süden zur Projektmitarbeit nach Deutschland eingeladen werden.
Die offizielle Publikation des ELM ist das Journal Mitmachen.
Im Ludwig-Harms-Haus in Hermannsburg, einem Tagungs- und Veranstaltungszentrum, gibt die Ausstellung „time to change“ Interessierten einen Einblick in die weltweit vernetzte Arbeit des ELM und seiner Partnerkirchen. Das ELM ist Mitglied im Evangelische Mission weltweit (EMW).
Das ELM arbeitet in folgenden Fachabteilungen:
- Abteilung Globale Gemeinde
- Abteilung Internationale kirchliche Zusammenarbeit
- Abteilung Öffentlichkeitsarbeit und Fundraising
- Abteilung Verwaltung

In den Fachabteilungen werden folgende Themen bearbeitet:
- Advocacy International
- Armut & Friedensarbeit
- Ausstellungen & Veranstaltungen
- Gender International
- Globale Nachhaltigkeit
- Jugendarbeit & Globales Lernen
- Internationale Freiwilligendienste
- Kirchenentwicklung international
- Kulturelle Vielfalt
- Partnerkirchen Weltweit
- Partnerschaftsarbeit und Austauschprogramme
- Weltweite Spiritualität

Insgesamt arbeiten etwa 120 hauptamtliche Mitarbeiter im In- und Ausland für das Missionswerk (Stand 2021).

## Organe
Organe des ELM sind der Missionsausschuss und der Missionsvorstand.

### Leitender Missionsausschuss
Der leitende Missionsausschuss ist das oberste Leitungsgremium des Missionswerkes. Der Missionsausschuss besteht aus 19 Mitgliedern, die von den Kirchenleitenden Gremien der Landeskirchen entsandt werden, darunter die jeweiligen für Mission zuständigen Dezernenten der Landeskirchenämter. Neun Mitglieder wählt der Missionsausschuss. Die Mitglieder werden für sechs Jahre gewählt. Den Vorsitz führt i. d. R. der Landesbischof der Evangelisch-lutherischen Landeskirche Hannovers. Derzeit ist Landesbischof Ralf Meister Vorsitzender des Missionsausschusses.
Der Ausschuss bildet einen Geschäftsführenden Ausschuss, dem fünf Mitglieder angehören.
Der Ausschuss ist u. a. zuständig für Grundsätze und Richtlinien über die Arbeit des Missionswerks, für die Berufung und Entlassung des Direktors oder der Direktorin, für Änderungen der Satzung und die Auflösung des Missionswerks.

### Vorstand
Der Vorstand besteht aus dem Direktor, einem Theologen, als Vorsitzenden, dem Geschäftsführer und drei weiteren Mitgliedern. Der Vorstand setzt die Beschlüsse des Missionsausschusses um. Die Amtszeit des Vorstandes beträgt fünf Jahre. Der Direktor bzw. die Direktorin wird vom Missionsausschuss für zehn Jahre gewählt, eine Wiederwahl ist zulässig.
Direktoren
- 1977–1988 Dr. Reinhart Müller (* 8. April 1925, † 3. April 2006)
- 1989–2003 Ernst-August Lüdemann († 28. Dezember 2024)
- 2003–2013 Martina Helmer-Pham Xuan[2]
- 2014–2023: Michael Thiel[3][4]
- 11/2023 –  03/2025: Dr. Emmanuel Kileo